# Mirko Grlica
Mirko Grlica (Subotica, 1956.) je subotički kustos povjesničar.

## Životopis
Rođen je 1956. u Subotici. Diplomirao je 1985. godine na grupi za povijest Filozofskog fakulteta u Novom Sadu. Od 1985. je godine kustosom Gradskog muzeja u Subotici.

## Djela
Napisao je knjige Gradotvorci I: suboticčki stambeni objekti od baroka do moderne (2004.) i Gradotvorci II: subotički stambeni objekti od baroka do moderne (2006.), zajedno s Viktorijom Aladžić i Gordanom Prčić-Vujnović, a koje je preveo Tibor Macsai., Subotica nekad i sad (2009.), 